# 마몬
마몬(스페인어: mamón, 학명: Melicoccus bijugatus 멜리코쿠스 비유가투스[*])은 무환자나무과의 과일 나무이다. 원산지는 남아메리카의 베네수엘라, 브라질, 콜롬비아이다.

## 같이 보기
- 용안
- 리치 (식물)
- 람부탄